# Löwenbräu

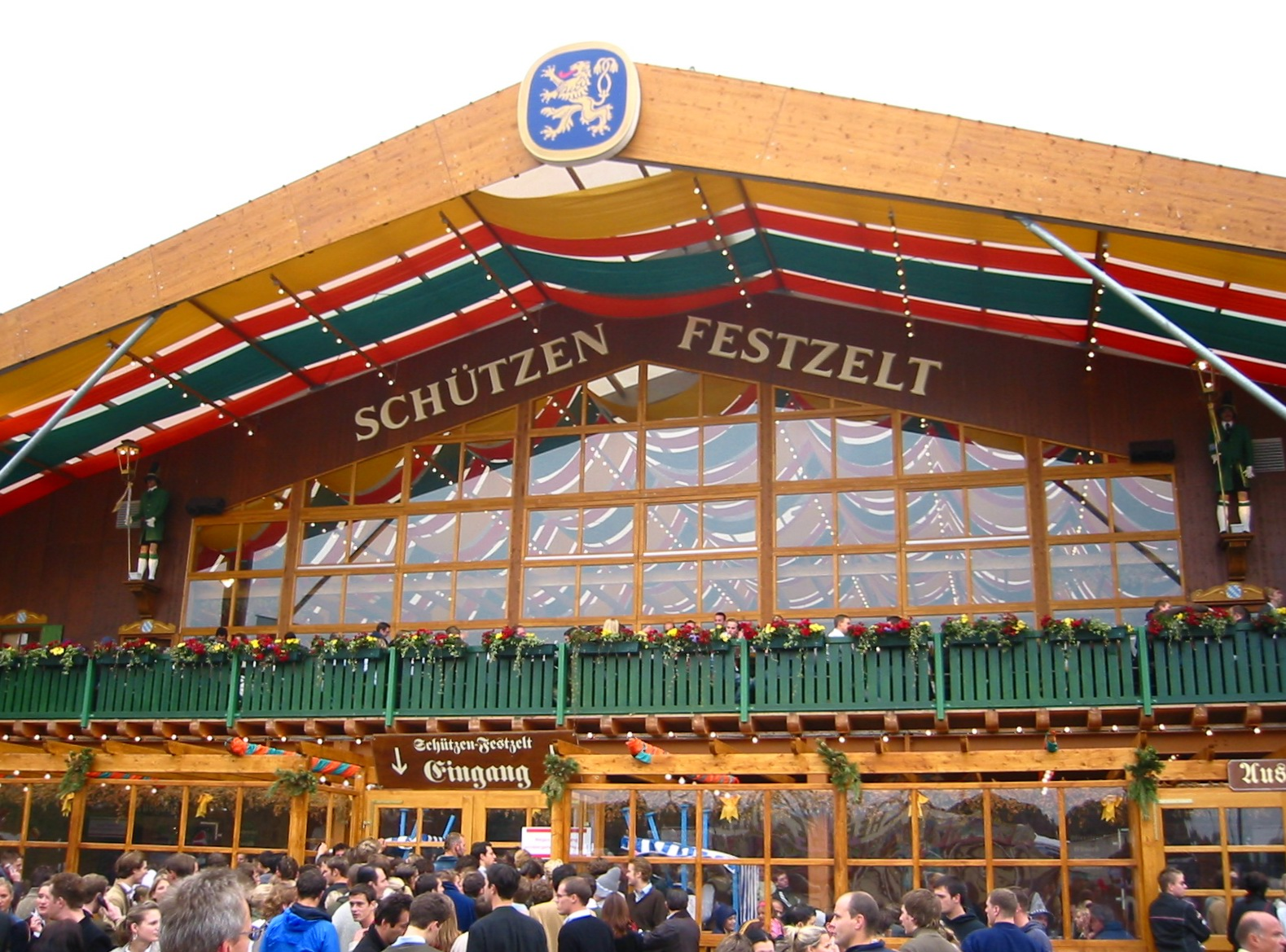
Löwenbräus ölhall på Oktoberfest 2005.

Löwenbräu (svenska lejonbryggeriet) är ett tyskt bryggeri i München, troligen grundat 1383 och som numera ingår i InBev
Bryggeriet är tillverkare av det välkända ölmärket Löwenbräu, vilket serverats vid samtliga Oktoberfest sedan 1811.